# Revo
Revo（レヴォ、6月19日 - ）は、日本のミュージシャン、音楽プロデューサー。サウンドクリエーター。音楽ユニット・Sound Horizon及びLinked Horizonの主宰。

## 来歴
中学生時代にメタリカ, メガデスなどのコピーバンドを友人らと結成。当時の担当パートはギター。進学によるバンド活動休止後、DTMへと転向。
1999年6月19日、自身のホームページ「Sound Horizon」でインターネット上の活動を開始。元々は趣味の一環としてゲーム音楽やアニメ音楽のアレンジ楽曲を発表していたが、その一方で、ストーリー付きのオリジナル曲を公開したことが、現在の幻想楽団 Sound Horizonとしての音楽活動の始まりとなった。当時のハンドルネームは「G.Revo」。
同人誌即売会において、コミックやアニメーションの二次創作本のみならず、オリジナルCDなどを取り扱っていることを知り、2001年にコミックマーケット61にサークル名「Sound Horizon」で応募するも抽選により落選。そのため、同イベントに当選が決定しており、ジャケットイラスト等を担当しているyokoyanのブースで『1st Story CD (plus) Chronicle』を頒布したことがSound Horizonの活動としての第一歩となった。その後も同人誌即売会で自主制作アルバムをリリースしていた。
2004年10月27日、Sound Horizonとしてベルウッド・レコードより『Elysion 〜楽園への前奏曲〜』でメジャーデビュー。
2005年3月2日、大塚英志原作・衣谷遊作画の漫画『リヴァイアサン』のイメージアルバム『リヴァイアサン 終末を告げし獣』をリリース、また同年12月21日には相田裕原作の漫画『GUNSLINGER GIRL』のイメージアルバム『poca felicità』をリリース。
2006年6月14日、「霜月はるか†Revo（しもつきはるか クロス レヴォ）」名義でシングル『霧の向こうに繋がる世界』をリリース。
2008年、作曲家・梶浦由記とコラボレートし、「Revo＆梶浦由記」名義でライブ「Revo＆梶浦由記 Presents Dream Port 2008」を、4月29日に神戸ワールド記念ホール、5月6日にパシフィコ横浜国立大ホールで開催。5月15日には東京国際フォーラムホールAで追加公演が行われ、同年6月18日にシングル『Dream Port』が発売された。
2012年8月、他作品とのコラボレーションを専門とした新プロジェクト「Linked Horizon」を立ち上げ、10月11日に発売のニンテンドー3DS用ゲーム『ブレイブリーデフォルト』とコラボレートし、Linked Horizon名義で主題歌・ボーカライズ楽曲を発表。Revo名義でゲーム内のBGMも全曲担当している。
2013年11月、アニメ『進撃の巨人』の主題歌を担当した事がきっかけとなり、同年12月31日に「Linked Horizon」名義で第64回NHK紅白歌合戦に出場。紅白歌合戦の出場はSound Horizon及びRevo個人別名義での活動を含めて初めてとなった。また、テレビ番組への出演自体は初めてではなかったが、生放送番組への出演やテレビ番組上でパフォーマンスを披露する事も初となった。

## 人物
Sound Horizonは元々Revoの個人活動であったが、途中からメインボーカルとして参加していたAramaryの脱退後は唯一の正式メンバーとされている。
サングラスがトレードマーク。これはメジャーデビュー以前、『Pico Magic』をリリースした頃からのことである。Revoの名前の由来は「Revolution（革命）」から。
ワインが好きで、赤ワイン派。辛党でもある。好きな国はスペイン。好きなアーティストはスピッツ、B'zなど。ゲームは特にRPGが好き。また、過去にサイト上で「師匠」と記載していたほど作曲家・伊藤賢治を尊敬しており、スクウェア（現：スクウェア・エニックス）作品など、ゲームミュージックをアレンジした楽曲なども発表していた（現在は公開終了のため閲覧及び楽曲の入手は不可能）。

### 愛称の由来
ファンからの愛称は「領主（様）」、「（国王）陛下」など。前者はラジオ「こむちゃっとカウントダウン」にゲスト出演した際のこむちゃファミリーネームが由来で、その後ファンからの愛称となった。こむちゃファミリーネームに関しては、後に「（領主改め）宇宙」となっている。
Linked HorizonではSound Horizonと区別をつけるために上記のような設定を無くし、進撃の巨人とのタイアップをきっかけに「鎖地平団」というネタが生まれたことから、Linked Horizon名義で活動している時は共演者から「団長」と呼ばれる事も多くなった。

### エピソード
- 自身の曲のピコピコサウンド（ファミリーコンピュータの音源を連想させる三和音のアレンジ）をプレゼントとしてサイト上で無料配信している事がある。
- 私生活など、音楽とは無関係のエピソードをRevo自ら語る事は少ないが、Sound Horizon公式ファンクラブ会報誌では、商業音楽の道に進む覚悟を決める前は小学校教師をしていたと語っている[5]。
- 2012年3月9日、Revoが個人的に日本赤十字社を通じて東日本大震災の義援金10,000,000円を寄付した[6]。
- 第64回NHK紅白歌合戦での歌唱後、そのままマイクを持っていってしまい、姿が見当たらないため楽屋ロビーでスタッフが探し回るという珍事をおこしている[7]。なお、Revoは後日公式サイトにてスタッフへの謝罪と共にマイクは返却したことを明らかにしている[8]。

## 参加作品
Revo個人名義での参加作品のみ記載。
Sound Horizon名義の作品は「Sound Horizon」の項目、Linked Horizon名義の作品は「Linked Horizon」の項目を参照。

### Web公開作品
※ 下記のゲーム音楽アレンジ、および一部を除くオリジナル楽曲はCD化されておらず、既にWeb上での公開も終了しているため入手は不可能となっている。
オリジナル楽曲
- AZiSai
- Blue Crowd
- Clock
- Dark River
- Little Wonder 〜ポケットの中の不思議な世界〜
- Misty Valley’Re
- Noiz'el
- Sakura
- SH電波[9]
- SUMMER END
- Wild Millennum
- Windy Valley'Re 〜風の在る場所〜
- いづれ滅び行く星の煌き
- 永遠を手に入れた魔術師
- 屋根裏の少女
- 夏の時雨
- 左手には黒い花束を
- 最期のプレゼント
- 樹氷の花
- 樹氷の君
- 織姫
- 雪桜
- 雷神の右腕（嵐の中ver）
- 薔薇のくちづけ
- 薔薇のくちづけ・千の棘
- 追憶の森
- 明日雪が降ったら
- 方舟に揺られ見る夢は
- 木枯らしの季節
- 草原のテーマ
- 砂漠のテーマ
- 白のルミナス
- レプリカ
- 走馬燈
- 進め！砂鯨雑技団

ゲーム音楽アレンジ
- ドナドナ・ファンタジー - 原曲：ドナドナ＋ファイナルファンタジーよりプレリュード
- 奇怪ヶ森の歌チョコボ - 原曲：ファイナルファンタジーよりチョコボのテーマ
- Dancing Saga - 原曲：ロマンシングサガメドレー
- ロマンスという名の悲劇 - 原曲：ロマンシングサガよりバトル2（Beat Them Up!）
- 果てしなき世界 - 原曲：ロマンシングサガよりアイシャのテーマ
- ジプシー・ダンサー - 原曲：ロマンシングサガよりバーバラのテーマ
- Stardust Green - 原曲：ロマンシングサガ3よりユリアンのテーマ
- 原始の炎 - 原曲：サガフロンティアよりアセルスのテーマ
- 雨に朽ちゆく調べ - 原曲：聖剣伝説より戦闘2

素材曲
- Lucky Days
- Darli'n
- Hands on Heart
- ぷろろ～ぐ
- おるすばん！
- Make me Happy
- そよ風にのせて

### コラボレート
| 発売日        | タイトル               | 規格品番   | レーベル                   | 備考 | 最高位 |
| ------------- | ---------------------- | ---------- | -------------------------- | --- | ------ |
| 2006年6月14日 | 霧の向こうに繋がる世界 | KDSD-00099 | ティームエンタテインメント | 「霜月はるか†Revo」名義。Sound Horizonにも参加している霜月はるかとのコラボレートシングル。 作詞と作曲を交換し合うコラボレートとなっており、編曲・サウンドプロデュースなども担当。 | 32位   |
| 2008年6月18日 | Dream Port             | KIZM-15    | キングレコード             | 「Revo＆梶浦由記」名義。作曲家・梶浦由記とのコラボレートシングル。 | 10位   |

### イメージアルバム
| 発売日                  | タイトル                                      | 規格品番   | レーベル             | 備考                                                                                           | 最高位 |
| ----------------------- | --------------------------------------------- | ---------- | -------------------- | ---------------------------------------------------------------------------------------------- | ------ |
| 2005年3月2日            | リヴァイアサン 終末を告げし獣                 | ABCA-5061  | モモアンドグレープス | 大塚英志原作・衣谷遊作画の漫画『リヴァイアサン』のイメージアルバム。全作詞・作曲・編曲を担当。 | 47位   |
| 2020年12月09日 （復刻） | リヴァイアサン 終末を告げし獣                 | KICS-3965  | キングレコード       | 大塚英志原作・衣谷遊作画の漫画『リヴァイアサン』のイメージアルバム。全作詞・作曲・編曲を担当。 | 47位   |
| 2005年12月21日          | GUNSLINGER GIRL Image Album 『poca felicita』 | MJCD-20043 | マーベラス           | 相田裕原作の漫画『GUNSLINGER GIRL』のイメージアルバム。全作詞・作曲・編曲を担当。              | 64位   |
| 2015年4月29日 （再販）  | GUNSLINGER GIRL Image Album 『poca felicita』 | MJSA-1160  | マーベラス           | 相田裕原作の漫画『GUNSLINGER GIRL』のイメージアルバム。全作詞・作曲・編曲を担当。              | 64位   |

### サウンドトラック
| 発売日         | タイトル                                         | 規格品番                  | レーベル               | 備考 | 最高位 |
| -------------- | ------------------------------------------------ | ------------------------- | ---------------------- | --- | ------ |
| 2012年10月10日 | BRAVELY DEFAULT FLYING FAIRY Original Soundtrack | SQEX-10333                | スクウェア・エニックス | ニンテンドー3DS専用ゲーム『ブレイブリーデフォルト』のBGMを担当。ボーカライズ楽曲及び関連アルバムについては「Linked Horizon」の項を参照。                                                             | 21位   |
| 2014年11月19日 | X'mas Collections music from BRAVELY DEFAULT     | SQEX-10458                | スクウェア・エニックス | ブレイブリーデフォルトの楽曲をゲーム音楽で有名な作曲者たちがクリスマスアレンジした曲集。スクウェア・エニックスのゲーム音楽にクリスマスアレンジを施した「X'mas Collections」シリーズの第3弾でもある。 | 148位  |
| 2021年3月3日   | BRAVELY DEFAULT II Original Soundtrack           | PCCA-06023 初回生産限定盤 | ポニーキャニオン       | Nintendo Switch専用ゲーム『ブレイブリーデフォルトII』のBGMを担当。 | 12位   |
| 2021年3月3日   | BRAVELY DEFAULT II Original Soundtrack           | PCCA-06024 通常版         | ポニーキャニオン       | Nintendo Switch専用ゲーム『ブレイブリーデフォルトII』のBGMを担当。 | 12位   |

### 楽曲・作詞提供
楽曲提供
- Winter Mix 2003（2003年12月28日）
コミックとらのあなで発売された音楽アルバム。収録曲のうち「White Bell Fantasia」のみ担当。
- ねとらん者 THE MOVIE #1 ネットのすみでブログと叫ぶ!（2004年11月24日）
劇伴BGMを担当[注 1]
- 森雄介『…for rest』 （2006年5月17日） 
作詞・作曲・編曲、サウンドプロデューサーを担当。プロモーションビデオにも特別出演している。
  1. …for rest
  2. 僕がくちずさむ歌 君がくちずさむ歌
- 宝塚歌劇 星組公演 バウ・ミュージカル「ランスロット」
テーマ曲の作曲を担当[14][15]。
- ももいろクローバーZ『MOON PRIDE』
アニメ『美少女戦士セーラームーンCrystal』オープニングテーマ。作詞・作曲・編曲を担当。

作詞提供
- U_WAVE『ルナ』 （2008年6月20日配信）
- U_WAVE『テラ』 （2008年9月24日配信）
- U_WAVE『Wave of memories』（2010年6月28日） - アルバム「U_WAVE 2 FRE-QUEN-CY」に収録
- U_WAVE CONCERT 2008『evolutio』（2009年4月6日DVD発売） - リリック＆ポエトリーリーディング参加

### その他
- ベルアイル
タイアップとしてSound Horizon名義でテーマソング「神々が愛した楽園」を提供したほか、ゲーム内でも期間限定のNPCキャラクターとしてRevoがゲスト出演していた。
- ブレイブリーシリーズ
  - 『ブレイブリーデフォルト』
BGMを担当したほか「Revo Linked BRAVELY DEFAULT Concert」とのタイアップとして同ゲーム内で使用できるRevo本人のフレンド召喚データが期間限定で配信された。
  - 『ブレイブリーデフォルトII』

BGMを担当したほか[16]、早期購入特典としてオリジナルアレンジ楽曲「春風の追憶」が配布された[17]。
  - 『ブレイブリーセカンド』他、シリーズ作品においても一部既存のBGMが使用されている。

## 出演
Sound Horizonとして出演しているものは「Sound Horizon」の項目、Linked Horizonとして出演しているものは「Linked Horizon」の項目に記載。

### ラジオ
- 霜月はるかのFrost Moon Cafe 第17回（2008年8月27日、インターネットラジオ）

### アニメ
- 進撃！巨人中学校 第12話 - 某紅白出演歌手っぽい巨人 役